# Trần Viên Viên
Trần Viên Viên (1624-?) là một kỹ nữ nổi danh trong lịch sử Trung Quốc có tự Uyển Phân (畹芬), vợ lẽ của danh tướng Sơn Hải quan Ngô Tam Quế. Đồng thời cũng bị quy cho là một trong những nguyên nhân dẫn đến việc Ngô Tam Quế dẫn quân Thanh chiếm Trung Nguyên.

## Thân thế
Bà nguyên họ tên là Hình Nguyên (tiếng Trung: 邢沅), quê ở Thường Châu, Giang Tô, sống vào thời thời Minh mạt, Thanh sơ. Mẹ mất sớm, cha vốn là một người buôn bán nhỏ nhưng do hoàn cảnh bần hàn nên đã bỏ đi xa, để lại cô con gái duy nhất cho người em vợ nuôi. Do hoàn cảnh mồ côi sớm, nên lớn lên Viên Viên mang theo họ Trần của người dượng, chồng của dì. Lớn lên là danh kỹ tại khu vực Đào Hoa Ổ nhai đạo, Tô Châu với nhan sắc khuynh quốc khuynh thành, hoa minh tuyết diễm, hát hay múa đẹp, sắc nghệ quán thế.
Bấy giờ, vua Sùng Trinh đang sủng ái Điền Quý phi, làm cho Chu hoàng hậu rất ghen tức. Biết chuyện, ngoại thích Chu Khuê (周奎) là cha của Chu hoàng hậu muốn tìm mỹ nhân dâng lên hoàng đế, để giải tỏa ưu tư, truyền lệnh cho cha của Điền Quý Phi là Điền Thích Uyển tìm mỹ nữ Giang Nam. Sau đó, Điền Thích Uyển đem các danh kỹ Trần Viên Viên, Dương Uyển (楊宛), Cố Tần (顧秦) dâng lên cho vua Sùng Trinh. Lúc này, chiến tranh diễn ra liên miên, vua mải mê khoái lạc.  Trần Viên Viên trở lại Điền phủ, bị Điền Thích Uyển chiếm luôn làm của riêng. Một ngày, Ngô Tam Quế tới Điền phủ tình cờ nhìn thấy Trần Viên Viên, nhất kiến chung tình, bèn nạp làm vợ lẽ.

## Kiếp gian truân

### Hai lần lận đận
Trần Viên Viên ở chốn dân gian làm ca kỹ, khó tránh khỏi kiếp dùng sắc bán thân. Có rất nhiều truyền thuyết về đoạn thời gian này của bà, nổi tiếng nhất là câu chuyện trong Thiên Hương các tùy bút (天香阁随笔) về người Giang Âm tên Cống Nhược Phủ (贡若甫) từng lấy số tiền lớn chuộc Trần Viên Viên làm thiếp, nhưng chính thê của Nhược Phủ không dung túng được Viên Viên. Nhưng khi cha của họ Cống thấy Viên Viên thì kinh hô lên; ["Là quý nhân"], do vậy mà đuổi Viên Viên đi, không đòi bồi thường tiền.
Sau khi rời khỏi nhà họ Cống, Trần Viên Viên gặp được Mạo Tương (冒襄), cả hai có một đoạn tình duyên, đến nỗi từng ước hẹn hôn nhân, cả hai hay cùng hẹn gặp ở Tô Châu. Khoảng năm Sùng Trinh thứ 14 (1641), Trần Viên Viên mạo hiểm đến tận nhà họ Mạo, gặp mẹ của Mạo Tương mà bái lạy, nói ra ước hẹn hôn nhân giữa bà cùng Mạo Tương. Hai người cảm tình lưu luyến, nhưng từ đó Mạo Tương lại lấy lý do loạn lạc chết chóc mà chần chừ không chịu cưới hẳn Viên Viên, trong lúc bà thất vọng thì gặp được Điền Hoằng Ngộ, lúc ấy phụng mệnh đến Giang Nam tìm ca kỹ phục vụ Hoàng đế. Theo Ảnh Mai am ức ngữ (影梅庵忆语) của Mạo Tương, cả hai đính ước là vào mùa thu năm Sùng Trinh thứ 14, từ nay về sau trong nhà có chuyện, không thể hoàn thiện tâm nguyện một đời của Viên Viên, nhưng về sau Viên Viên tích cực gửi thư nên Mạo Tương dần có quyết tâm, đến năm Sùng Trinh thứ 15 muốn cùng Viên Viên hẹn gặp khi "Trọng xuân" (仲春), tức tháng 2 nông lịch. Không ngờ Viên Viên vào 10 ngày trước đã bị đưa đến kinh sư.

### Vào kinh làm thiếp
Khoảng năm Sùng Trinh thứ 15 đến năm thứ 16 (1642 - 1643), Sùng Trinh Đế đang gặp chuyện không vui ở chính sự, làm cho cha của Chu Hoàng hậu là Chu Khuê (周奎) rất lo lắng, muốn tìm mỹ nhân dâng lên Hoàng đế để giải tỏa ưu tư, truyền lệnh cho cha của Điền Quý phi là Điền Hoằng Ngộ (田戚畹) tìm mỹ nữ Giang Nam. Sau đó, Điền Hoằng Ngộ đem các danh kỹ Trần Viên Viên, cùng với Dương Uyển (楊宛), Cố Tần (顧秦) dâng lên cho Sùng Trinh Đế. Lúc này, chiến tranh diễn ra liên miên, Hoàng đế không muốn nghe đến áp lực nên mải mê khoái lạc.
Phục vụ được một thời gian, không rõ lý do gì mà Trần Viên Viên trở lại Điền phủ, bị Điền Hoằng Ngộ chiếm luôn làm của riêng. Khi ấy, Điền Hoằng Ngộ đang dần thất thế do Điền Quý phi đã qua đời, cho nên tích cực tìm đồng minh, trong đó có Ngô Tam Quế đang nắm nhiều binh quyền, vì vậy Điền Hoằng Ngộ thường mời Ngô Tam Quế đến nhà riêng. Một ngày, Ngô Tam Quế tới Điền phủ tình cờ nhìn thấy Trần Viên Viên nhan sắc diễm lệ động lòng người, nhất kiến chung tình, nên hỏi chuyện Điền Hoằng Ngộ. Họ Điền vì muốn lấy lòng Tam Quế mà hoan hỉ đưa Viên Viên đến nhà họ Ngô, thế là Viên Viên trở thành thiếp của Ngô Tam Quế bắt đầu từ đấy. Có nguồn khác lại ghi:「"Viên Viên được vào Hoàng cung để hầu hạ Sùng Trinh Đế, nhưng chỉ được 3 ngày, bị Hoàng hậu đưa ra cung. Sau được Chu quốc trượng gả cho Ngô Tam Quế"」. Về sau, Viên Viên cũng được họ Ngô sủng ái, tuy nhiên, khi Ngô Tam Quế được cử ra trấn thủ Sơn Hải quan để ngăn chặn quân Mãn Châu thì bà không theo ra trận mà vẫn ở lại Bắc Kinh.
Năm Sùng Trinh thứ 17 (1644), lực lượng của Sấm vương Lý Tự Thành vào chiếm lấy Bắc Kinh, lên ngôi Hoàng đế. Sùng Trinh Đế bỏ chạy rồi tự vẫn ở Môi Sơn. Trần Viên Viên bị thuộc tướng của Lý Tự Thành là Lưu Tông Mẫn chiếm đoạt và cướp vào trong cung hầu hạ Lý Tự Thành.
Chính Minh sử chép lại, khi nghe tin quân nổi dậy uy hiếp kinh đô, Ngô Tam Quế liền dẫn binh về cứu. Dọc đường, biết Bắc Kinh đã thất thủ, Minh Đế đã chết, lại nghe Lý Tự Thành dụ dỗ nên họ Ngô đã định hàng. Nhưng khi đến Loan Châu, Tam Quế hay tin ái thiếp của mình là Trần Viên Viên bị Lý Tự Thành chiếm đoạt, thế là Ngô Tam Quế nổi giận, đến xin hợp với quân của Duệ Thân vương Đa Nhĩ Cổn đem quân quay về đánh kinh thành. Đây là một quyết định rất quan trọng ảnh hưởng nhất đến lịch sử Trung Quốc bấy giờ. Cuộc chiến tranh lần hai này được sử sách ghi chép lại đã trở thành cuộc nội chiến vô cùng đẫm máu, khiến rất nhiều binh lính và dân thường thương vong, làng mạc xác xơ hoang tàn, cảnh tượng máu chảy đầu rơi khắp chốn. Chẳng thế mà, người đời đều oán than, căm thù, phỉ báng Trần Viên Viên, vì cho rằng nàng chính là nguyên nhân gây ra tất cả, cứ như vậy, nỗi oan khuất chiến tranh đã giáng xuống đầu của nàng kỹ nữ tài sắc vô tội này. Lực lượng Lý Tự Thành, sau đó bị liên quân Ngô Tam Quế và Mãn Thanh đánh bại, phải bỏ chạy khỏi kinh đô, rồi Lý Tự Thành bị dân làng giết chết. Tiếp theo, Ngô Tam Quế diệt luôn được nhà Nam Minh ở Nam Kinh, nên được nhà Thanh phong là Tây Bình vương, cho trấn thủ ở Vân Nam.

### Kết cục
Kết cục của Trần Viên Viên không rõ ràng. Theo nhiều tài liệu ghi chép lại lẫn sự truyền miệng của nhiều người thì nàng có nhiều kết cục khác nhau.
Theo một số tài liệu được ghi lại thì sau khi chiến thắng và thành lập nhà Thanh, Trần Viên Viên đã được đoàn tụ với Ngô Tam Quế, khi ấy đã được nhà Thanh phong làm Bình Tây vương và làm chủ một vùng Vân Nam rộng lớn. Về sau, Ngô Tam Quế có phú quý, ngày càng nạp nhiều thiếp thất, Viên Viên vốn bất hòa với vợ cả của Tam Quế, mà nhan sắc ngày càng suy mà cũng thất sủng, vì vậy dần rời khỏi phủ họ Ngô quyết định xuất gia. Cũng có tài liệu ghi rằng Trần Viên Viên đã bị giết trong loạn binh khi Bắc Kinh thất thủ.
Tuy nhiên, kết cục phổ biến nhất được nhiều người kể lại là: Sau khi quân Mãn Thanh dẹp được Lý Tự Thành, mở ra một trang mới cho lịch sử Trung Quốc. Ngô Tam Quế nhờ vậy cũng trở thành một vị đại tướng của nhà Thanh. Thế nhưng, cay đắng thay cho Trần Viên Viên, do lo ngại bị điều tiếng lấy phải kỹ nữ, Ngô Tam Quế liền đưa nàng lên sống cô đơn trên một ngôi chùa vắng ở Côn Sơn - Vân Nam. Cuối đời, nàng kỹ nữ nổi tiếng nhất đời Minh Thanh trở thành một vị Đạo cô, nàng sống ẩn dật và chết một cách âm thầm trong cô quạnh. Mỗi lời truyền miệng mang sắc thái khác nhau nhưng lại được phổ biến trong văn hóa dân gian.

## Di sản

### Nhận định
Các sử gia chính thống Trung Quốc ngày xưa luôn coi kỹ nữ Trần Viên Viên là kẻ tội đồ, kẻ đốt đền làm sụp đổ triều đại nhà Minh, một dòng dõi Hán tộc. Nhưng nếu nhìn ở góc độ khác, sẽ thấy sự sụp đổ của triều Minh là một tất yếu của lịch sử sau hơn 276 năm tồn tại. Bởi nhiều nguyên nhân nội tại và ngoại nhân.
Số kiếp hồng nhan họa thủy của Trần Viên Viên đã cho người đời thấy cảnh tượng "vùi hoa dập liễu" mấy lần, mấy lượt, rốt cuộc chỉ là hư không. Nhan sắc bi kịch của Trần Viên Viên đã gây nên hệ lụy sóng gió, binh đao của những anh hùng trong thiên hạ lúc bấy giờ. Nhưng chung quy, những đánh giá về Viên Viên đều có cảm thông và quy tội Ngô Tam Quế đơn giản là vì bản thân tự chuốc lấy, Trần Viên Viên hoàn toàn vô tội. Danh sĩ Lục Thứ Vân (陸次雲) trong Trần Viên Viên truyện (陳圓圓傳) có đánh giá về Trần Viên Viên tương đối ca ngợi: 「Thanh giáp thiên hạ chi thanh, Sắc giáp thiên hạ chi sắc; 聲甲天下之聲，色甲天下之色。」. Có lẽ những suy nghĩ cảm thông như vậy mà đời sau vẫn còn cảm thông chuyện tình, chuyện đời kỹ nữ Trần Viên Viên với "Viên Viên khúc" (圓圓曲) kinh điển. Sau thời đại của Trần Viên Viên không lâu, một bài thơ dài có tên Viên Viên khúc trở thành một khúc hát kinh điển về Trần Viên Viên.
Tác giả bài thơ là Ngô Vĩ Nghiệp (吳偉業, 1609-1672), quê ở Thái Thương (nay thuộc tỉnh Giang Tô, Trung Quốc). Ông đỗ Tiến sĩ năm Sùng Trinh thứ 4 (1631), ra làm quan với nhà Minh một thời gian. Khi quân Thanh chiếm Trung Quốc, ông về ẩn cư ở quê nhà. Năm Thuận Trị thứ 10 (1653), ông buộc phải tuân chiếu chỉ ra làm quan với nhà Thanh, giữ chức Quốc tử giám Tế tửu, tức Hiệu trưởng của trường Quốc Tử Giám. Ba năm sau thì từ quan. Ngô Vĩ Nghiệp là nhà thơ nổi tiếng, đồng thời cũng giỏi cả từ, khúc và hội họa. Bài Viên Viên khúc của Ngô Vĩ Nghiệp là một trong những khúc thơ văn nổi tiếng nhất nói về Trần Viên Viên.

### Hình ảnh trong Lộc đỉnh ký
Với một bút pháp kể chuyện có xen mô tả khá tinh tế, nhà văn Kim Dung đã xây dựng một Trần Viên Viên trở thành đệ nhất đại mỹ nhân trong hàng ngàn nhân vật nữ trong tiểu thuyết của mình. Trong tác phẩm Lộc Đỉnh ký, Kim Dung đã mô tả 1 đoạn nhân vật chính Vi Tiểu Bảo gặp Trần Viên Viên tại một ngôi chùa nhỏ ở ngoại ô thành Côn Minh. Dù ít học và thô lậu, lại quen biết nhiều người đẹp, trong đó có con gái của Viên Viên, nhưng Vi Tiểu Bảo vẫn xiêu lòng trước tài sắc của người phụ nữ gấp đôi tuổi mình.
Nhà văn Vũ Đức Sao Biển có bình luận về Trần Viên Viên như sau:
| “                                                                            | Cuộc đời của Trần Viên Viên đúng là bi kịch của nhan sắc: hết làm trò chơi cho các danh sĩ và nhà hào phú đất Tô Châu; nàng lần lượt trở thành trò chơi cho Sùng Trinh Hoàng đế, Sấm vương Lý Tự Thành rồi Bình Tây vương Ngô Tam Quế. Cuộc chiến giữa Ngô Tam Quế và Lý Tự Thành tại Nhất Phiến Thạch làm chết cả vạn người, bị dư luận lịch sử Trung Quốc trút lên đầu của Trần Viên Viên. Chỉ có một người thông cảm với kiếp hồng nhan, đã làm một bài thơ để giãi bày hộ Trần Viên Viên. Đó là danh sĩ Ngô Vĩ Nghiệp với "Viên Viên khúc"...Và với một bút pháp kể chuyện có xen mô tả khá tinh tế, nhà văn Kim Dung đã xây dựng một Trần Viên Viên trở thành đệ nhất đại mỹ nhân trong hàng ngàn nhân vật nữ trong tiểu thuyết của mình. Những "Tiểu Long Nữ, Nhậm Doanh Doanh, Chu Chỉ Nhược, Tiểu Siêu, Hân Tố Tố, Viên Tử Y, Vương Ngữ Yên"... cũng là những đại mỹ nhân nhưng là đại mỹ nhân ở tuổi 18-20. Họ không thể sánh bằng Trần Viên Viên ở tuổi 40 tươi đẹp, chân tình, trí tuệ, tài hoa và đau khổ! | ” |
| — Nhận xét về Trần Viên Viên của Vũ Đức Sao Biển, Kim Dung giữa cuộc đời tôi | |   |